# 长屋
長屋是一種較長的、狹窄的單間公共住宅。長屋出現於亞洲、歐洲和北美洲。
許多長屋都是用木材建造的，類型包括歐洲新石器時代的長屋、英國西部和法國北部演變而來的諾曼中世紀長屋以及不同的美洲原住民文化中所建造之各種類型的長屋。

## 歐洲
•新石器時代的長屋是在公元前5000年左右，由中歐和西歐的第一批農民引入的。這些長屋是六到十二人一組建造的農業定居點，通常是大家庭的家園。
•日耳曼養牛戶長屋出現於公元前三世紀或四世紀的北海西南部海岸，可能是幾種中世紀房屋類型的祖先，例如斯堪的納維亞長屋、英國長屋、威爾斯和蘇格蘭長屋的變體以及德國長屋。

## 美洲
在北美洲出現了兩組長屋：東北部的易洛魁人所建造的長屋，以及在太平洋西北海岸的土著人民中獨立出現的類似結構之長屋。
易洛魁人居住的長屋是木板/樹皮覆蓋的“涼亭形狀”結構，寬約6至7公尺（20至23英尺），為幾個有關聯的家庭提供住所。長屋有一條3公尺寬（9.8 英尺）的中央走道和2公尺寬（6.6英尺）的隔間，每側長約6至7公尺（20至23英尺）。末端隔間通常用於存儲物資。沿著中央走道，爐灶的間距約為6至7公尺（20至23英尺），屋頂上有煙孔。兩個家庭共用一個壁爐。每個長屋都可以容納一個大家庭的幾代人。此種長屋是根據預計容納的家庭數量所建造的，並且可能會隨著時間的推移而將其延長以因應家族人口的增長。ref name=Snow>Snow, Dean.  (PDF). Matson Museum of Archaeology, Penn State University. 1995  [May 2, 2016]. ISBN 0-9647913-0-7. （原始内容 (PDF)存档于2017-01-14）.</ref>引此學者可以根據易洛魁人所建造之長屋的大小和數量來推斷其人口數量。长屋常用于居住，举办仪式和社区集会等多种用途。除此之外，长屋还是举办散财宴(Potlatch)的重要场所。<

## 亞洲
塔魯族是居住於尼泊爾的特萊平原西部的一個土著民族。他們中的大多數人喜歡住在名為Badaghar的長屋裡，此種類型的長屋所容納的大家庭成員有時可達40到50人。傳統上，他們的房屋完全使用天然材料建造，例如當作牆壁的蘆葦桿和當作屋頂的茅草。